# Boguslàvets
Boguslàvets (en rus: Богуславец) és un poble del krai de Primórie, a l'Extrem Orient de Rússia, que en el cens del 2010 tenia 874 habitants.